# Eagleville (Tennessee)
Eagleville – miasto w Stanach Zjednoczonych, w stanie Tennessee, w hrabstwie Rutherford.